# Asaphomorpha nigra
Asaphomorpha nigra är en skalbaggsart som beskrevs av Anton Franz Nonfried 1891. Asaphomorpha nigra ingår i släktet Asaphomorpha och familjen Melolonthidae. Inga underarter finns listade.